# Peugeot 205
Peugeot 205 (type 20) var en minibil bygget af den franske bilfabrikant Peugeot mellem 1983 og 1999.
205 var en succes fra starten af, og mange af de bilmodeller som Peugeot har produceret er baseret på den. Utroligt nok blev udseendet på 205 aldrig ændret, bortset fra et nydesignet instrumentbræt til 1987-modellen.
Produktionen gik senere og senere efter de nye modeller 106 og 306 kom, og sluttede til sidst i 1999. Men efter et stort pres fra forbrugerne lavede de en efterfølger, Peugeot 206, som blev lanceret i 1999. Der er produceret 5.278.000 eksemplarer af Peugeot 205.

## Andre versioner

### 205 GTi
GTi-modellen kom i en version på 1,6 og 1,9 liter med henholdsvis 105/115 hk og 122/130 hk. Den blev hurtigt en af de mest solgte og populære biler i sin klasse. 1,6 GTi'en havde en XU5J-motor og 1,9 GTI'en med en XU9JA-motor. Den første udgave var udstyret med 1,6'eren med 105 hk, som senere blev til 115 hk. Da 1,9'eren blev introduceret i december 1986 var effekten 130 hk, men efter indførslen af katalysator i oktober 1989 blev effekten sat ned til 122 hk for at kunne klare miljøkravene.
205 GTi blev den mest populære GTi, og tog over efter Volkswagen Golf som var den bedste GTi før 205. 205 1,6 GTi blev taget ud af produktion i 1992, men 1,9'eren fortsatte et par år mere.

### 205 Rallye
Fra 1988 til 1992 producerede Peugeot endnu en version af 205, nemlig 205 Rallye som blev lavet af Peugeot Sport. Bilen blev positioneret som et alternativ til GTi, den beholdt sit sporty udseende. men var billigere at købe og holde i drift. Bilens motor var en modificeret udgave af 1,1'eren, kaldet TU2.4 på 1,3 liter.
Bilen havde næsten intet elektrisk udstyr eller andet luksus, og vægten var bare 794 kg. Der blev produceret cirka 30.000 Rallye'er og de blev kun solgt i Europa (mest Frankrig, Holland og Belgien). Det er meget svært at få fat i en Rallye i god stand, da dem som ejer en ved at den snart bliver en "klassisk" bil.
Fra 1990 til 1992 blev der også lavet en 1,9-liters version af 205 Rallye. Der blev kun bygget 1.000 eksemplarer af denne model, og de blev alle solgt i Tyskland.
Peugeot lancerede også en Rallye-version af 205 i England med en TU3.2-motor. Efter 205 Rallye brugte Peugeot også navnet Rallye på versioner af 106 og 306.

### 205 T16
205 T16 var i udgangspunktet en rallybil. Men Peugeot måtte lave 200 eksemplarer til ordinært salg på grund af reglementet for det internationale bilsportsforbund, som var gældende den gang. Gadeversionen var udstyret med en 1,8-liters Twin Cam-turbomotor med 200 hk, og i dag må man betale meget for et sådant eksemplar.
205 T16 vandt i øvrigt VM i rally i 1985 og 1986, noget fabrikken havde lovet sine fans før bilen blev introduceret. I 1987 og 1988 deltog fabrikken ikke i rally pga. regelændringer, men bilen vandt Paris-Dakar Rally i stedet.

### Andre versioner
Peugeot producerede nogle begrænsede versioner af GTi. I 1990 blev der lavet 600 GTi'er i nye farver og med nyt styretøj. Der blev lavet 150 blå 1,6, 150 grønne 1,6, 150 blå 1,9 og 150 grønne 1,9.
Griffe var en begrænset version som blev solgt i Frankrig, Holland og Tyskland. Den var lysegrøn og blev solgt i ca. 3.000 eksemplarer.
1FM var en bil som blev fremstillet i anledning af BBC Radio 1's 25-års fødselsdag i 1992. Der blev kun lavet 25 biler, og de var alle sorte. Det var den mest luksuriøse 205'er.